# Leonīds Ostrovskis
Leonīds Ostrovskis   (Riga, 17 de gener de 1936 - Kíiv, 16 d'abril de 2001) fou un futbolista letó de la dècada de 1950, d'ètnia jueva.
Fou 9 cops internacional amb la selecció de la Unió Soviètica amb la qual disputà tres mundials.